# Excuse My Dust (1920)
Excuse My Dust is een Amerikaanse filmkomedie uit 1920 onder regie van Sam Wood.

## Verhaal
Toodles Walden is de baas van het autobedrijf Darco. Zijn schoonvader heeft een krachtige motor ontworpen, die Toodles verborgen houdt voor Mutchler van het concurrerende bedrijf Fargot. Mutchler wil het ontwerp van Darco in handen krijgen. De autocoureur van Fargot overtuigt Toodles om een wedstrijdje te houden. Hij wordt daarbij gearresteerd.

## Rolverdeling
| Acteur           | Personage           |
| ---------------- | ------------------- |
| Wallace Reid     | Toodles Walden      |
| Wallace Reid jr. | Toodles Walden jr.  |
| Ann Little       | Dorothy Ward Walden |
| Theodore Roberts | J.D. Ward           |
| Guy Oliver       | Darby               |
| Otto Brower      | Max Henderson       |
| Tully Marshall   | Mutchler            |
| Walter Long      | Ritz                |